# Сулейман ибн Кутулмыш
Сулейман ибн Кутулмыш, также известный как Сулейман-шах I (ог. سُلَیمانشاہ بن قُتَلمِش; тур. Kutalmışoğlu Süleyman Şah) — основатель Иконийского (Румского) султаната, правивший им с 1077 по 1086 годы со столицей в Никее. Умело позиционируя себя как наёмник греческого смутьяна Никифора Мелиссина, тюркский предводитель Сулейман привел свои гарнизоны к стенам важнейших византийских крепостей Никеи и Никомедии, расположенных недалеко от самой столицы. Никифор отворил тюркам ворота Никеи. Ворвавшись в город в 1081 году, Сулейман освободил себя от обязательств перед греками и провозгласил себя правителем всей византийской Малой Азии. Лишь прибытие крестоносцев из Западной Европы позволило византийцам в 1097 году вернуть Никею, освободить прибрежную Малую Азию и оттеснить тюрок к Конье.

## Семья
Отец Сулеймана — Кутулмыш, внук Сельджука, неудачно боролся со своим двоюродным племянником Алп-Арсланом за власть в Сельджукской империи. Несмотря на это, именно Сулейману Алп-Арслан доверил управление западными провинциями.

## Войны с Византией
После победы в сражении против греков у Манцикерта, сельджуки заключили с Романом Диогеном мирный договор, по которому тот обязывался выплачивать дань, а также возвратить пленных. Но возвратившийся на родину император был свергнут, а его преемник Михаил Парапинак отказался выполнять условия договора, тем самым дав кочевникам повод начать набеги.
Император не уделял должного внимания защите границ, и больше доверял наёмным отрядам. Командир одного из них — норманн Руссель де Бейль решил воспользоваться нестабильностью в империи, и объявил себя независимым правителем. Заключив альянс с Сулейманом, он смог разбить ромейское войско. В дальнейшем, сельджук договорился с византийским басилевсом, и за крупный выкуп пленил норманна.

## Друг бунтовщиков
Дука не был популярен в среде аристократов, и в 1078 году против него выдвинулись сразу 2 претендента: Никифор Вриенний Старший и Никифор Вотаниат. Последний был крупным анатолийским землевладельцем, и происходил из династии Фок, ранее правивших Византией. Он решил воспользоваться поддержкой мусульман, с чьей помощью завоевал сперва Кизик, а затем и Никею, где провозгласил себя императором. Позже ему удалось завладеть и Константинополем, где он смог официально утвердить свой новый статус.
Но и он не смог добиться стабильности. В Малой Азии появился новый смутьян — Никифор Мелиссин. Он также решил получить военную поддержку из-за рубежа. Но заняв Вифинию, союзники рассорились: для взятия столицы государства войск явно не хватало, и византиец решил создать на захваченных землях собственное царство. Однако это не входило в планы мусульманина, пополнившего своё войско за счёт братьев по вере, составлявших основу гарнизонов этого региона.

## Конийский султан
В 1078 году, завоевав Лидию и Ионию, Сулейман взял титул султана, а столицей своего государства провозгласил Никею. После этого он переключил своё внимание на Сирию и Египет, оставив в покое слабеющую Византию.
Когда бой перешел в рукопашную схватку, воины Сулеймана повернули назад и обратились в беспорядочное бегство. Сулейман вышел из боя, остановился, как ему казалось, в безопасном месте, бросил щит на землю и, опустившись, сел на него. Он, однако, не остался не замеченным своими соплеменниками. Несколько сатрапов подошли к нему и сказали, что посланы за ним его дядей Тутушем. Сулейман же, предвидя грозившую опасность, отказался идти. Сатрапы продолжали настаивать, но Сулейман не мог один им сопротивляться и, вытащив из ножен меч, всадил его в живот и насквозь пронзил себя. Этот дурной человек умер дурной смертью.
Но там произошли серьёзные перемены: в 1081 году Вотаниат был свергнут, но не Мелиссином, а его родственником — Алексеем Комнином, с которым Сулеймана связывали давние отношения в ту пору, когда тот был наемником. Спустя 2 года новый правитель решил возвратить стране утраченные малоазийские владения. В битве при Филомелии он разбил сельджуков, и по мирному договору получал Никомедию.
Вскоре после своего воцарения Алексей Комнин прибыл к Сулейману и заключил с ним союзническое соглашение, щедро осыпав того дарами. По соглашению Сулейман также обязан был сдерживать турок на восточном берегу реки Анамур. Предполагается, что Алексей Комнин назначил Сулеймана и своим наместником в городе Никея, имевшем стратегическое значение для Византии. Это соглашение обеспечило империи многолетние мир и стабильность в восточных провинциях, однако привело к тому, что после смерти Сулеймана, когда к власти пришел Абу-ль-Касим, Никея и многие другие города на востоке Византии оказались под властью враждебно настроенных турок. В 1083 году, после неудачной для византийцев битве при Лариссе, Сулейман откликнулся на просьбу о помощи Алексея Комнина и предоставил ему 7000 солдат и офицеров для борьбы с норманнами.

## Смерть
В 1086 году, султан захватил Антиохию, чем обеспокоил сирийских эмиров. Они создали коалицию против западного соседа, который принял их вызов, и направился к Алеппо. На полпути между двумя городами противники и встретились. В сражении войско Сулеймана было разбито, а сам он покончил с собой, не желая становиться пленником.
С его смертью султанат настигла анархия, чем не помедлил воспользоваться повелитель Сулеймана — Мелик-Шах. Он назначил туда двух генералов, а сыновей покойного взял к себе заложниками.